# Glossobalanus crozieri
Glossobalanus crozieri — вид напівхордових родини Ptychoderidae класу Кишководишні (Enteropneusta).

## Поширення
Вид зустрічається в узбережних водах Західної Атлантики. Представників виду виловлено біля  Бермудських островів та південно-східного узбережжя Бразилії.